# Стеллер, Георг Вильгельм
Гео́рг Вильге́льм Сте́ллер (Штеллер; нем. Georg Wilhelm Steller (Stöller); 10 марта 1709, Бад-Виндсхайм, Баварский округ — 14 ноября 1746, Тюмень, Сибирская губерния) — немецкий врач, путешественник и учёный-естествоиспытатель, работавший в России, минеролог, адъюнкт натуральной истории и ботаники Санкт-Петербургской академии наук (с 1737).
Известен своим участием во Второй Камчатской экспедиции Витуса Беринга (1737—1742), первый европейский исследователь природы Камчатки и северо-западной части Америки. Ему принадлежит заслуга определения на месте научного факта достижения экспедицией Беринга берегов континента Америка. Считается первым белым человеком, ступившим на землю Аляски.

Стеллер явился одной из благороднейших личностей, которых дала немецкая земля подымающемуся русскому национальному сознанию.— В. И. Вернадский:189

## Биография
Родился 10 марта 1709 года в городе Бад-Виндсхайм (около Нюрнберга, Бавария) в семье гимназического кантора и органиста городской церкви Якоба Штёллера (нем. Jakob Stöller).
Закончил местную гимназию, изучал теологию в университетах Виттенберга, Лейпцига и Йены (1729—1733), медицину и ботанику в университете Галле, работал учителем ботаники в школе-приюте А. Х. Франке. Защитил университетский диплом ботаника в Прусском королевском научном обществе (1733 год).
Не сумев получить место профессора ботаники в университетах Германии, принял решение работать в России. Совершил путешествие через Данциг и по водному пути прибыл в Санкт-Петербург в ноябре 1734 года. Работал медиком у сподвижника Петра I — архиепископа новгородского Феофана Прокоповича. По его ходатайству встретился с конференц-секретарём Академии И. А. Корфом (14 марта 1735 года), изъявив своё желание отправиться в экспедицию в Сибирь. Сдал квалификационный экзамен по ботанике профессору Иоганну Амману (5 апреля 1735 года). В Санкт-Петербурге выполнял поручения научного характера.
В 1737—1738 годах составил каталог находок Минералогического кабинета и зоологический каталог Кунсткамеры — вместе с И. Г. Гмелиным, а ботанический каталог — самостоятельно:188.
В 1736 году был включён И. Д. Шумахером (28 июля 1736 года) в состав академического сухопутного отряда при Второй Камчатской экспедиции (10 сентября 1737 года).
Работал над созданием ряда проектов, в частности, создал Аптекарский огород — Медицинский сад — Ботанический сад на Васильевском острове (1735—1736). Встречался с академиком И. Г. Сигезбеком. В этот период женился на вдове медика русского императора Д. Г. Мессершмидта. После этого, последовал отъезд из Санкт-Петербурга 24 декабря 1737 года.
После выезда из Санкт-Петербурга направился в Енисейск начав путешествия 1737—1738 годов. В структуру путешествия вошли некоторые события, а именно - маршрут через Новгород в Москву, московское расставание с семьёй 13 апреля 1738 года, переезд по речному пути до Казани, где встретился с татарами, создал трактат «Народная медицина Сибири», прибыл в Урал и посетил Пермский край, а также Соликамск. В ходе этого также посетил частный ботанический сад Демидовых, где изучил каталог растений. Затем последовал переезд в Тобольск и Томск, после чего его настигла длительная болезнь во время его путешествия, где он встретился с калмыками в Красноярске и в пути в Енисейск.
После долгой болезни в 1739 году в Енисейске встретился с академиками И. Г. Гмелином, Г. Ф. Миллером, Л. Делиль де ла Кроером. Однако, на тот момент положение Георга Вильгельма Стеллера было нелёгкое. Гмелин смотрел на него как на своего помощника и был к нему весьма ревнив. Он не остановился даже перед обыском в вещах Стеллера:361, оберегая своё начальническое достоинство. Гмелин считал, что Стеллер должен взаимодействовать с Академией наук и Сенатом только через него и Миллера, — и это в то время, когда энергичный Стеллер вёл независимую, самостоятельную работу в диких областях Сибири, куда Гмелин не решился ехать, и по научным заслугам Стеллер был выше его:188. В этот момент Гмелин тяготился пребыванием в Сибири, и, когда ему пришлось по требованию из Петербурга ехать на Камчатку к Берингу, он послал вместо себя Стеллера, который сам туда стремился:189, пройдя инструктаж 28 февраля 1739 года, после чего последовало отбытие в Иркутск 5 марта 1739 года.
В Иркутске и Байкальском регионе совершил путешествия в 1739—1740 годах (Прибытие в Иркутск (23 марта 1739 года). Далее тезисно. Летние маршруты по Предбайкалью — озеро Байкал, река Витим, Баргузинский острог. Сбор ботанических материалов для «Иркутской флоры». Животный мир байкальского региона. Таймень. Встреча с геодезистами Камчатской экспедиции. А. Д. Красильников. Осень в Иркутске (19 сентября 1739 года). Трактат «Топографическое описание разных мест около Иркутска и Байкала». Поездка в Забайкалье. Кяхта. Русско-китайская торговля в XVIII веке. Буряты. Шаманизм. Киренск. Река Лена. Возвращение в Иркутск. Знакомство со М. П. Шпанбергом. Проект участия в экспедиции к южным Курилам. Продолжение путешествия на Камчатку. Академическая группа — профессор астрономии Людовик Делиль де ла Кроер, адъюнкт Г. В. Стеллер, студент А. П. Горланов, художник Иоганн Христиан Беркан (1709—1751)).
Проследовал из Иркутска в Охотск (март — август 1740 года Илимск, Удомск. Путешествие в Якутск. Якуты. Тунгусы. Состояние путей сообщения и транспортные проблемы экспедиции. Прибытие в порт Охотск на берегу Охотского моря (август 1740 года). Первая встреча с капитан-командором В. И. Берингом. Плавание на одномачтовом шитике «Фортуна»).

### Исследование Камчатки и северо-западной Америки
Камчатка: исследования в период сентябрь 1740 — май 1741 годов и август 1742 — июль 1744 годов.
- Прибытие на полуостров (21 сентября 1740 года).
- Встреча со студентом С. П. Крашенинниковым.
- Зимовка в Большерецком остроге. Организация первой камчатской школы.

Осуществил сбор материалов по этнографии ительменов. География Камчатки. Геология и вулканизм Камчатки. Ихтиологические исследования и орнитологические наблюдения. Курильцы — айны. Провёл зимнюю экспедицию на ездовых нартах через озеро Курильское на мыс Лопатка (2 февраля 1741 года). Приглашение для участия в морской экспедиции к берегам Америки. Весенний переезд в Авачинскую губу. Последняя встреча с Крашенинниковым (20 апреля 1741 года).
В 1741 году решил отправиться из Камчатки с Берингом дальше и написал Гмелину, что он решился на это как на отчаянный шаг, ища «entweder seinen völligen Untergang, oder durch Wichtige und seltene Entdeckungen einen Weg zu seinen Völligen Aussöhnungen»:363

…Мы могли бы ему, впрочем, представлять неудобства сколь угодно великими: это было бы ему лишним побуждением к этому трудному предприятию, к которому он уже проложил себе дорогу своим прежним путешествием. Он не был обременён гардеробом. Поскольку надо было всё имущество везти с собой через Сибирь, у него его было так мало, как только возможно. Для пива, мёда и водки у него был всего один стакан. Вина он не употреблял совсем. У него была только одна миска, из которой он ел и в которой он готовил все свои кушанья. Для них ему не требовался повар. Он всё варил сам и всё как можно проще, так что суп, овощи и мясо помещал в один горшок и варил всё вместе. Он легко переносил чад от стряпни в комнате, где он работал. Ему не нужны были парик и пудра. Любые туфли и любые сапоги ему годились; при всем этом он никогда не досадовал на плохие жизненные условия; он всегда был в хорошем настроении, и, чем необычнее шли его дела, тем радостнее он был. При этом мы замечали, что, несмотря на полную неустроенность, которую он обнаруживал в своём образе жизни, он тем не менее всегда был крайне аккуратным в исполнении своих наблюдений и неутомимым во всех своих предприятиях.
Оригинальный текст (нем.)…zu welcher er sich durch seine bisherige Reise schon gleichsam den Weg gebahnet hatte. Er war mit keinen Kleidern besehweret, weil man die Haushaltung durch Sibirien mit sich führen muss so hatte er sie so klein, als immer möglich, eingerichtet. Sein Tringefäss zum Bier war eines mit dem Trinkgefäss zum Meth und Brandwein.— Wein verlangte er gar nicht. Er hatte nur eine Schüssel, daraus er speisete, und in welcher er alle «eine Speisen anrichtete. Zu diesen gebrauchte er keinen Koch. Er kochte alles selber, und dieses auch wieder mit so wenigen Umstanden, dass Suppe, Gemüse und Fleisch in einem Topfe zugleich angesetzt und gekocht wurden. Er konnte den Qualm davon in der Stube, da er arbeitete, gar leicht ertragen. Er brauchte keine Perücke und keinen Puder: ein jeder Schuh und ein jeder Stiefel war ihm gerecht; er hatte bei allem diesem keinen Verdruss über die elende Lebensart; er war immer gutes Muth und je unordentlicher alles bei ihm zugieng desto frolicher war er. ...Dabei merkten wir, dass ohngeachtet aller der Unordnung, die er in seiner Lebensart von sich blicken liess, er doch in Anstellung seiher Wahrnehmungen überaus pünktlich, und in allen seinen Unternehmungen unermüdet war.

Врач, геолог и натуралист пакетбота «Святой апостол Пётр». Отплытие из Петропавловской гавани двух кораблей экспедиции (4 июня 1741 года). Совместное плавание по Тихому океану (4 июня 1741 — 26 августа 1742 года). Самостоятельное плавание «Святого Петра» с (20 июня 1741 года). Достижение берега суши — наблюдение горы Святого Ильи (16 июля 1741 года).
Плавание вдоль берегов Америки, бухта Св. Ильи (20 июля 1741). Ботаническая экскурсия по острову Каяк (26 июля 1741 года), коллекция предметов быта алеутов, описание 163 видов встреченных растений и нескольких видов животных, в том числе птиц — стеллерова черноголовая голубая сойка.
Стеллер вместе с Берингом попал в Америку, но положение его было трудное, так как Беринг и моряки относились недружелюбно к натуралисту. Когда пристали к американским островам, Беринг его туда не пустил, и Стеллер писал потом Сенату: «Как я усмотрел, что со мной так непорядочно поступлено и я в небрежении и презрении оставлен и что ласковыми словами ничего учинить не мог, употребил уже жестокие слова ему капитану-командору, Берингу, по правде говорить и публично засвидетельствовать, что я высокоправительствующему Сенату на него капитана-командора под такими видами буду протестовать, чему он был достоин». Его спустили после того на берег, но он пробыл всего шесть часов на берегу, когда Беринг неожиданно снялся с якоря, не набрав даже достаточно воды, что было одной из причин его злоключений и гибели:189.
Шумагинские острова (30 августа 1741 года). Сбор гербария и лекарственных растений. Контакт с эскимосами. Обратное путешествие на Камчатку. (6 сентября 1741 года). Цинга. Шторм. Кораблекрушение на рифах у неизвестных островов (4 ноября 1741 года), впоследствии названных Командорскими.
Вместе с Берингом Стеллер претерпел крушение и зимовал при страшных лишениях на Беринговом острове. Но и здесь он продолжал научно работать — наблюдать и исследовать. Ему удалось спасти научные сборы американского путешествия. Он был в числе немногих офицеров, оставшихся в живых,— на него пало много административных дел. Но вместе с тем он собирал растения, животных — «чинил ботанические наблюдения, описал некоторых незнаемых поныне зверей, а именно: корову морскую (Rhytina Borealis), позднее получившую его имя, сивучу, морского кота, морского бобра и оных рисунки учинил; также сочинил описание примеченных птиц и рыб, которые на острове имеются». Здесь же он написал свою лучшую работу «De bestiis marinis» («О морских животных»). Может быть, лучше, чем всё другое, характеризует Стеллера эта работа на Беринговом острове в таких ужасающих условиях. Здесь проявилась вся искренняя, глубокая преданность его интересам науки:189.
Смерть Беринга (8 декабря 1741 года). Командорский архипелаг — острова Беринга, Медный, Топорков, Арий Камень. Командир экспедиции старший офицер С. Л. Ваксель . Исследования флоры и фауны. Арка Стеллера. Изучение и описание биологии: очкового баклана, Стеллеровой гаги, голубого песца. В последующем чрезмерная добыча людьми привела к уничтожению морской коровы (1758) и очкового баклана (около 1858), виды отнесены к категории вымерших. Отплытие гукера «Святой Пётр» (14 августа 1742 года).
Возвращение в Авачинскую губу (26 августа 1742 года). Переезд в Большерецк. Подготовка рукописей книг «Дневник путешествия из Камчатки в Америку» и «Физико-топографическое описание острова Беринга». Обработка ботанической коллекции и составление списка растений острова Беринга — 218 видов и разновидностей сосудистых растений и водорослей. Донесение в Сенат и отправка коллекций и рукописей в Академию наук. Рукопись книги «История Камчатки, её обитателей и их нравов». Полевые исследования центральной и северо-восточной части полуострова. Нижне-Камчатский острог. Коряки. Чукчи. Экспедиция на остров Карагинский. Китобойный промысел в водах Камчатки. Заметки о миссионерстве. В мае — июне 1743 года короткая экскурсия на северокурильский остров Шумшу. Зима 1742—1743 годов, возвращение в Большерецк и конфликт с местной администрацией из-за арестованных ительменов [ ], работа над рукописью «Описание земли Камчатки». Отзыв в Петербург. Отъезд с Камчатки (4 августа 1744 года) через Охотск и Якутск. Прибытие в Иркутск (весна 1745 года).

### Арест
Участник экспедиции мичман С. П. Хметевский (или Хметовский[уточнить]) сыграл печальную роль в истории с Стеллером. Оба они жаловались друг на друга начальству. Стеллер упрекал в донесениях Сенату Хметевского в притеснениях туземцев вопреки указам Сената. Одно из донесений Хметевского о том, что Стеллер самовольно отпустил из Большерецкого острога камчадалов, считавшихся зачинщиками бунта против русских, вызвало указ Сената, приведший к аресту Стеллера:145.
В августе 1746 года, когда в Соликамске, где в ботаническом саду Демидов выращивал привезённые редкие растения, Стеллер начал научное исследование Пермского края, он был арестован: его обвиняли в том, что он самовольно выпустил из тюрьмы камчадалов, обвинявшихся в восстании. Всё это дело было поднято интригами местной администрации, главным образом мичманом Хметевским — личным врагом Стеллера:199. Стеллер был с курьером отправлен в Иркутск. По дороге ему удалось направить в Академию письмо со списком его оставшихся научных работ. Эти рукописи Стеллера безвозвратно пропали. Правда, другим указом Сената он был возвращён с дороги в Иркутск, ему было разрешено ехать без провожатых:199.

### Болезнь и смерть
По пути в Санкт-Петербург внезапно заболел «горячкой» в Тюмени. Составил завещание.
Скончался в городе Тюмени 12 ноября 1746 года. Похоронен рядом с Троицким мужским монастырём на высоком берегу реки Туры.

## Судьба архива
Из его рукописей спасена часть, привезённая живописцем Берканом с Камчатки и приведённая в порядок С. П. Крашенинниковым. Сделанные Стеллером рисунки морской коровы — Rhytina borealis Stelleri, исчезнувшего животного, которое Стеллер наблюдал ещё живым, пропали. Статья «De bestiis marinis», где Стеллер описывал Rhytina borealis Stelleri, появилась в свет без пропавших рисунков. Его работы были — в сохранившихся остатках — опубликованы после его смерти друзьями и учёными-академиками (в частности, П. С. Палласом). Часть его материалов дошла до Академии Наук благодаря Григорию Акинфиевичу Демидову, который сохранил растения в своем саду в Красном Селе. Протокол заседания академической конференции. Мат IX c. 108,109. указывает, что 11 марта 1748 года Григорий Демидов передал растения, оставшиеся от умершего Г. В. Стеллера. Вторым получателем коллекции стал К. Линней, использовавший материал Стеллера в своих работах (Линней должен был определить этот материал, где было много нового, и вернуть владельцу):199.
Архивные материалы использовались при подготовке кругосветных морских экспедиций в Тихий океан, в том числе капитана Джеймса Кука.
В конце XIX века Б. Дыбовский хотел Стеллеру, как исследователю Камчатки, поставить там памятник, но памятник этот до Камчатки не доехал, остался во Владивостоке:199.

## Публикации
Основные труды:
- Панфилов А. М. Идущий за горизонт, или Молитва о преодолении // Наука из первых рук. — Новосибирск, 2004. — № 2 (декабрь). — ISSN 1810-3960.
- Стеллериана в России: Библиография трудов немецкого биолога Г. В. Стеллера и литература о нём, опубликованная в России / Э. И. Колчинский; Рос. акад. наук, Ин-т истории естествознания и техники им. С. И. Вавилова, С.-Петерб. фил. — СПб.: СПбФ ИИЕТ, 1997. — 49 с.
- Элерт А. Х. Пер. и публикация. Георг Вильгельм Стеллер. Описание города Иркуцка и окрестных местностей // Наука из первых рук. — Новосибирск, 2004. — № 2 (декабрь). — ISSN 1810-3960.
- Die Große Nordische Expedition. Georg Wilhelm Steller (1709—1746). Ein Lutheraner erforscht Sibirien und Alaska. Ausstellung der Franckeschen Stiftungen zu Halle vom 12. Mai 1996 bis 31. Januar 1997. — Gotha: Hrsg. von Wieland Hintzsche und Thomas Nickol, 1996. — ISBN 3-623-00300-X.
- Quellen zur Geschichte Sibiriens und Alaskas aus russischen Archiven. — Hrsg. von Wieland Hintzsche.
Band I: Georg Wilhelm Steller — Briefe und Dokumente 1740 / Bearb. von Wieland Hintzsche, Thomas Nickol und Olga V. Novochatko. — Halle, 2000. — ISBN 3-930195-61-5.
Band II: Georg Wilhelm Steller. Stepan Kraseninnikov. Johann Eberhard Fischer: Reisetagebücher 1735 bis 1743 / Bearb. von Wieland Hintzsche unter Mitarbeit von Thomas Nickol, Olga V. Novochatko und Dietmar Schulze. — Halle, 2000. — ISBN 3-930195-64-X.
Band III: Georg Wilhelm Steller — Briefe und Dokumente 1739 / Bearb. von Wieland Hintzsche unter Mitarbeit von Thomas Nickol, Olga V. Novochatko und Dietmar Schulze. — Halle, 2001. — ISBN 3-930195-67-4.
- Steller G. W. De bestiis marinis // Novi Commentarii Academiae Scientiarum Imperialis Petropolitanae. — Petropoli, ad annum MDCCXLIX (1751). — P. 289—398. — (сокращённый перевод на английский язык)
- Steller G. W. Observationes générales universam histonam piscium concernentes // Novi Commentarii Academiae Scientiarum Imperialis Petropolitanae. — Petropoli, 1753. — P. 408.
- Steller G. W. Observationes quaedam nidos et ova avium concernentes // Novi Commentarii Academiae Scientiarum Imperialis Petropolitanae. — Petropoli, 1758. — P. 411.
- Steller G. W. Topographische und physikalische Beschreibung der Beringsinsel, welche im ostlichen Weltmeer an der Küste von Kamtschatka liegt // Neue Nordische Beiträge zur physikalischen und geographischen Erd.- und Völkerbeschreibung, Naturgeschichte und ekonomie. — St.-Petersburg und Leipzig, 1781. — P. 255—301.
- Steller G. W. Tagebuch seiner Reise aus Petripaulhafen in Kamtschatka bis an die Westlichen Küsten von America und seiner Begebenheiten auf der Rückreise // Neue Nordische Beiträge zur physikalischen und geographischen Erd.- und Völkerbeschreibung, Naturgeschichte und ekonomie. — 1793. — P. 129.
- Steller G. W. Von Sibirien nach Amerika: Die Entdeckung Alaskas mit Kapitän Bering. — Hrsg. v. Volker Mathies. — ISBN 3-522-61170-5.
- Steller G. W. Beschreibung von dem Lande Kamtschatka / Unveränd. Neudruck der 1774 in Frankfurt, 1793 in St. Petersburg u. 1753 in Halle erstmals erschienenen Werke. — переполненное ошибками издание И. Б. Шерера[6]:199
- Georg Wilhelm Stellers ausführliche Beschreibung von sonderbaren Meerthieren : mit Erläuterungen und nöthigen Kupfern versehen. — Halle: Kümmel, 1753. — 241 p.
- Стеллер Г. В. Из Камчатки в Америку (Von Kamtschatka nach Amerika). Быт и нравы камчадалов в XVII веке. Пер. с нем. — Л.: Из-во П. П. Сойкина, 1927. — 110 с.
- Краеведческие записки-1999. Вып. 11. (Спец. выпуск) Камчатский обл. краеведческий музей. Историко-этнографическое описание народов Камчатки XVIII в. в трудах Г. В. Стеллера. Подгот. текста, перевод, ст. и примеч. З. Д. Титовой, Под ред. Ю. Н. Беспятых. Науч. ред. А. К. Пономаренко. — Петропавловск-Камчатский: ОАО Камчатский печатный двор, 1999. — 86 с., ил.
- Стеллер Г. В. [Штеллер Г. В.; Steller (Stöller)] Описание земли Камчатки. — Петропавловск-Камчатский: Камчатский печатный двор; Кн. изд-во, 1999. — 286 с.
- Стеллер Г. В. Описание земли Камчатки; Ваксель С. Л. [швед. Sven Larsson Waxell] Камчатская экспедиция Витуса Беринга (Вторая Камчатская экспедиция). Вып. 3-й. — Петропавловск-Камчатский: Холд. комп. Новая книга, 2011. — 576 с., ил. (Б-ка Новой книги. Серия Камчатка в описаниях путешественников)
- Стеллер Г. В. (Штеллер) [Steller (Stöller)] Письма и документы: 1740 г. Научное изд. Т. 1. Ред. коллег.: В. Хинтцше, Т. Николь, О. В. Новохатко, П. Раабе, О. Риа, В. С. Соболев/ Фонд Франке — Franckeschen Stiftungen (Галле — Halle, Германия); СПб. филиал Архива РАН. — М.: Памятники исторической мысли, 1998. — 428 с. (Серия Источники по истории Сибири и Аляски из российских архивов)

## Память
В сентябре 2009 года в Тюмени был установлен памятный знак Г. В. Стеллеру (при этом надписи написаны на двух языках: на русском и на немецком).
В сентябре 2021 года памятник Георгу Стеллеру открыт на мысе Северо-Западном острова Беринга.
В кинематографе
- Баллада о Беринге и его друзьях — роль Г. Стеллера исполняет Валентин Никулин

### Названы в честь Стеллера
Географические объекты:
- Бухта Стеллера, остров Атту, Алеутские острова, США
- Гора Стеллера, Аляска, территория природного парка «Катмаи», США — координаты: 58°25′47″ с. ш. 154°23′29″ з. д.HGЯO
- Гора Стеллера, остров Беринга, Командорские острова, Россия — координаты: 58°53′27″ с. ш. 166°19′58″ з. д.HGЯO
- Гора Стеллера, Алеутские острова, США — координаты: 58°25′47″ с. ш. 154°23′29″ з. д.HGЯO
- Мыс Стеллера, залив Фаддея, море Лаптевых, Россия
- Пик Стеллера, хребет Чугач, Аляска, США — координаты: 60°31′13″ с. ш. 143°05′27″ з. д.HGЯO
- Река Стеллера, остров Атту, Алеутские острова, США
- Арка Стеллера, остров Беринга, Командорские острова, Россия

Животные:
- Стеллерова корова (Hydrodamalis gigas) (Zimmermann, 1780)
- Стеллеров баклан (Phalacrocorax perspicillatus) (Pallas, 1811)
- Стеллерова гага (Polysticta stelleri) (Pallas, 1769)
- Стеллерова черноголовая голубая сойка (Cyanocitta stelleri) (Gmelin, 1788)
- Aptocyclus ventricosus Pallas, 1769, [Syn.: Liparops stelleri Pallas,1814] — рыба-лягушка ,
- Cryptochiton stelleri Middendorf, 1847 — криптохитон Стеллера , , , ,
- Glyptocephalus stelleri Schmidt., 1904 — дальневосточная малоротая камбала, [Syn.: малорот Стеллера , ,
- Hexagrammos stelleri Tilesius, 1810 — пятнистый терпуг [Syn.: терпуг Стеллера] ,
- Myoxocephalus stelleri Tilesius,1811 — бычок Стеллера, [Syn.: мраморный керчак] ,

Растения:
- Роды Стеллера (Stellera L.), Стеллеропсис (Stelleropsis Pobed.) и Рестелла (Restella Pobed.) семейства Волчниковые (Thymelaeaceae)[17]
- Allium stellerianum Willd. — лук Стеллера ,
- Arabis stelleri DC. — резуха Стеллера ,
- Artemisia stelleriana Besser. — полынь Стеллера ,
- Cassiope stelleriana (Pall.) DC. — кассиопея Стеллера [syn. Harrimanella stelleriana (Pall.) Coville.]
- Cryptogramma stelleri (S.G.Gmel.) Prantl. — криптограмма Стеллера [syn. Pteris stelleri SG Gmel.], , , ,
- Dragocephalum stellirianum Hiltebr. — змееголовник Стеллера
- Lagotis glauca Gaertn. var. stelleri (Cham. & Schlecht.) Trautv. — лаготис сизый, разновидность Стеллера ;
- Limnas stelleri Trin. — болотник Стеллера
- Saxifraga stelleriana (Merk. ex Ser.) Worosch. — камнеломка Стеллера [syn. Saxifraga stellaris L., Saxifraga foliolosa R. Br.] ,
- Veronica stelleri Pall. ex Link — вероника Стеллера [syn. Veronica wormskjoldii Roemer & J.A. Schultes var. stelleri (Pallas ex Schrad. & Link) Welsh] ,

Прочие производные названия:
- Стеллерит — минерал, разновидность стильбита — CaAl2Si7O18.7H2O:[18]
- Теплоход «Георг Стеллер» — судно водоизмещением 195 тонн; порт приписки — Владивосток.[19]

### Исследования творчества
Первым биографом Георга Стеллера был его родной брат Иоанн Августин, с которым он вёл активную переписку. Когда почтовая связь между братьями оказалась прерванной, Иоанн Августин решил, что ему следует опубликовать первую краткую биографию брата. В ней оказалось немало различных грубых ошибок о путешествиях Стеллера, но она содержала ценные подробности о ранней жизни Георга в Германии. Долгое время в России о жизни Г. В. Стеллера знали только немногое. Наиболее полные сведения о нём появились лишь в труде 1870 года историка Санкт-Петербургской Академии наук П. П. Пекарского. Новый этап в изучении биографии Стеллера начался в 1936 году, когда в Кембридже естествоиспытатель Л. Г. Штейнегер опубликовал подробную биографию учёного, написанную на основе архивных материалов.
После Второй мировой войны появилась научно-популярная литература о Стеллере. Так, в ГДР была издана книга Г. Вотте «В голубой дали лежит Америка: Путешествия и приключения немецких натуралистов. Георг Вильгельм Стеллер». В СССР публиковались лишь отдельные небольшие статьи, подготовленные к юбилеям. Заметному возрастанию интереса во всём мире к научной деятельности Стеллера способствовали в первую очередь именно различные «круглые» юбилеи. О Стеллере вспомнили в период подготовки к 250-летию исторического плавания Витуса Беринга к берегам Америки. Появились первые труды профессора О. В. Фроста, одного из главных американских организаторов юбилейной конференции «Беринг и Чириков» в Анкоридже в 1991 году. Краткая биография Стеллера была включена в биографический словарь «Русская Америка» Ричарда Пирса 1990 года.
Наибольший интерес к биографии Стеллера возник перед празднованием 300-летия Университета Галле, когда большой энтузиаст истории науки Виланд Хинтцше предложил особо отметить 250-летие со дня смерти знаменитого воспитанника университета Георга Стеллера организацией международной Стеллеровской конференции и крупной выставки, посвящённой его жизни и деятельности. В марте 1994 года в Галле был проведен Стеллер-семинар, а в мае 1996 года была открыта выставка «Die Grosse Nordische Expedition. Georg Wilhelm Steller (1709—1746). Ein Lutheraner erforscht Sibirien und Alaska» («Великая Северная экспедиция. Георг Вильгельм Стеллер (1709—1746). Лютеранин исследует Сибирь и Аляску»). Иллюстрированный каталог этой выставки содержал ранее неизвестные сведения о жизни и деятельности Георга Стеллера.
Большое значение имела международная Стеллеровская конференция, проведённая 8—12 ноября 1996 года, на которой были оглашена уточняющая информация по спорным моментам биографии исследователя. В России были изданы аннотированный библиографический указатель «Стеллериана в России», опубликованный Санкт-Петербургским филиалом Института истории естествознания и техники, и краткий перевод на русский язык глав из книги Г. В. Стеллера «Описание земли Камчатки» в «Краеведческих записках» Камчатского областного музея.
«Стеллеровские чтения» — международная научная конференция, проводимая Тюменским университетом, самое значительное событие с 2004 года по данной тематике в России. В 2009 году в США вышла книга стихов «Исчезающий вид — Species evanescens» русского поэта Андрея Бронникова; художественными средствами современной поэзии эта книга описывает научный, религиозный и гуманитарный подвиг Георга Стеллера и возводит его жизнь на метафизический уровень понимания.

## Комментарии
1. ↑  «Либо свою полную погибель или благодаря важным и редким открытиям путь к полному примирению».